# Footsies

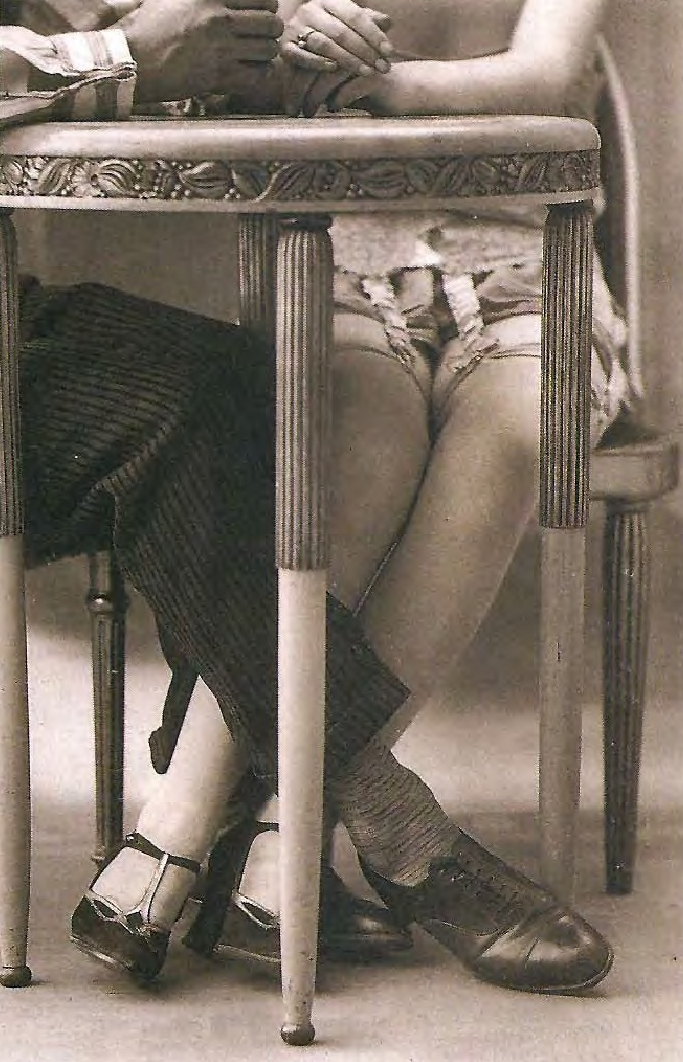
Dos personas jugando con los pies

El footsies (también footsy o footsie) es un juego de flirteo en el que dos personas se tocan los pies por debajo de una mesa o en un lugar oculto, a menudo como preludio romántico. Es un juego que se practica como un acto de lenguaje corporal coqueto o simplemente para divertirse. Aunque el footsies no es intrínsecamente romántico, su naturaleza de tocamiento juguetón suele darse entre parejas románticas como muestra de afecto, y casi siempre sin discusión. El término proviene de un diminutivo humorístico de pie de la década de 1940.

## Efectos
En un estudio de 1994 sobre las relaciones secretas, los participantes (estudiantes universitarios de EE. UU.) jugaron en pareja a un juego de cartas en el que a un subgrupo se le pidió que jugara al footsies con su compañero de juego. De ellos, los individuos cuyo footsies se mantuvo en secreto valoraron el atractivo de su pareja significativamente más alto que los que no jugaron al footsies o aquellos cuyo footsies se conoció públicamente.

## Uso en la cultura popular y la medicina
El autor de cómics estadounidense Robert Crumb publicó en 1987 una tira cómica autobiográfica titulada «Footsy» que trata de ″sus encuentros adolescentes con los pies de diversas criaturas lujuriosas en la escuela″ y es un «retrato típicamente autolacerante de uno de los innumerables fetiches sexuales de Crumb».
En el entrenamiento de la fascia plantar, se utiliza un dispositivo llamado footsie roller para el pie.
El término «footsies» fue acuñado por la comunidad de los juegos de lucha en referencia al «aspecto de la estrategia de los juegos de lucha basado en el suelo a medio alcance». La palabra fue probablemente elegida debido a su similitud con una estrategia común en los juegos de lucha en la que un jugador se mueve dentro y fuera del rango de ataque de su oponente, utiliza movimientos rápidos y débiles (como la patada ligera agachada) para provocar a su oponente a atacar, y posteriormente castiga su ataque fallido.